# Liste bekannter Paare mit größerem Altersunterschied
Diese Liste enthält bekannte Paare mit größerem Altersunterschied.

## Kriterien
- Es gibt für mindestens einen der Partner einen Artikel in der deutschsprachigen Wikipedia.
- Jede Partnerschaft und deren Dauer sollte mit Einzelnachweisen belegbar sein.
- Beide Partner sind namentlich bekannt; wenn der volle Name eines Partners nicht bekannt ist, ist der Vorname oder ein Pseudonym ausreichend.
- Der Altersunterschied beträgt mindestens 20 Jahre bei Paaren mit älterem Mann und jüngerer Frau, mindestens 10 Jahre bei Paaren mit älterer Frau und jüngerem Mann sowie mindestens 15 Jahre bei homosexuellen Partnerschaften.

## Älterer Mann – jüngere Frau

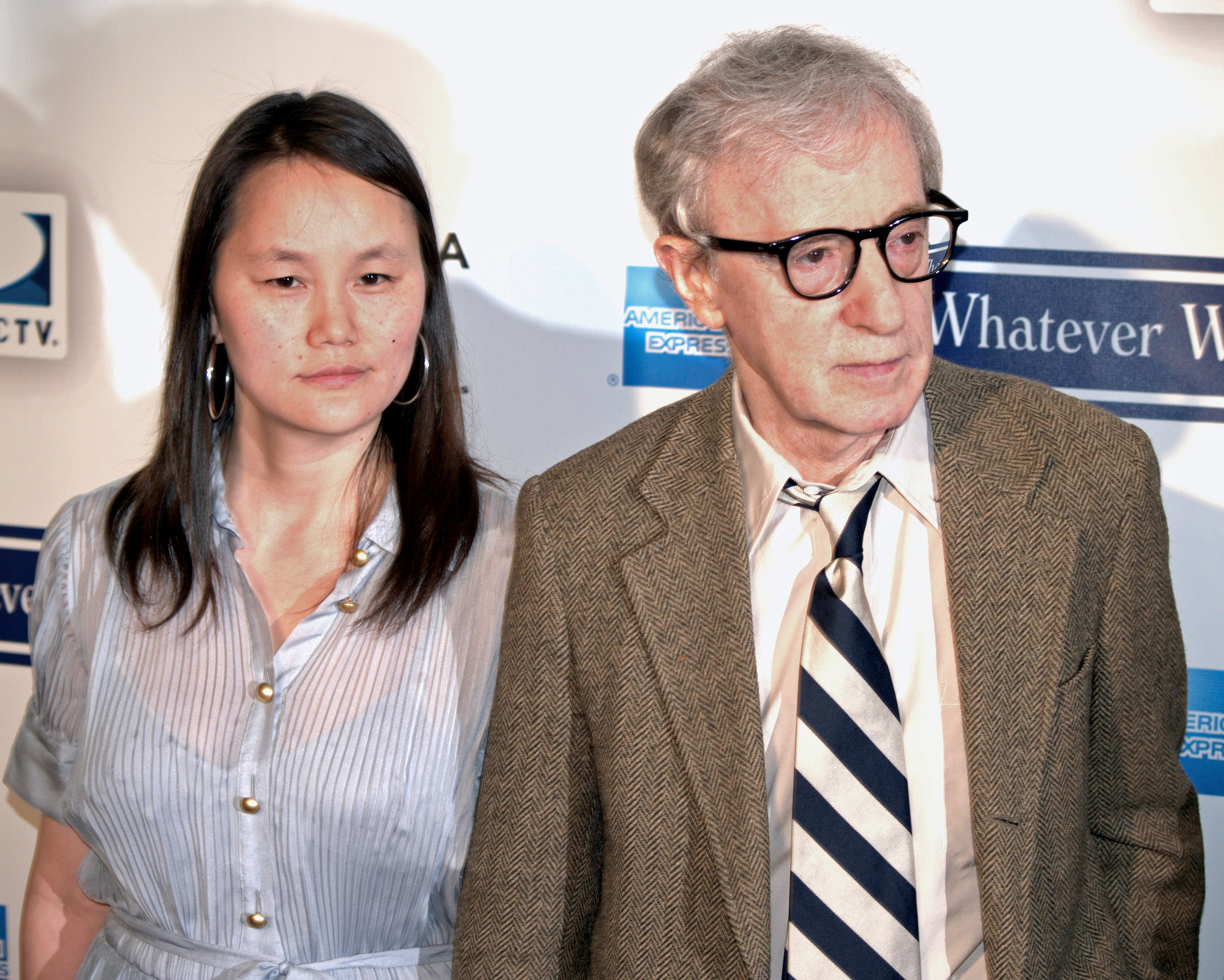
Soon Yi-Previn und Woody Allen

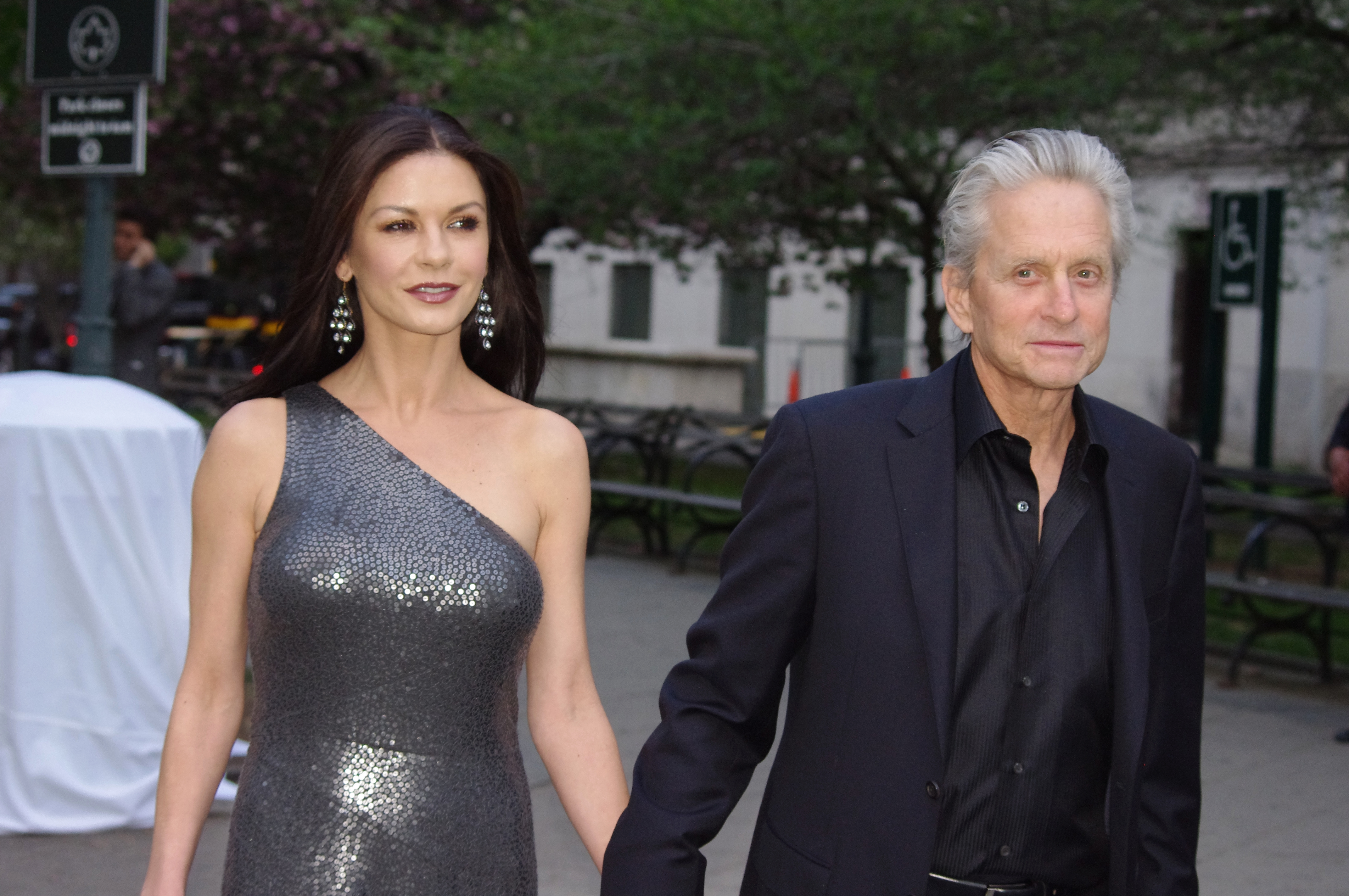
Catherine Zeta-Jones und Michael Douglas

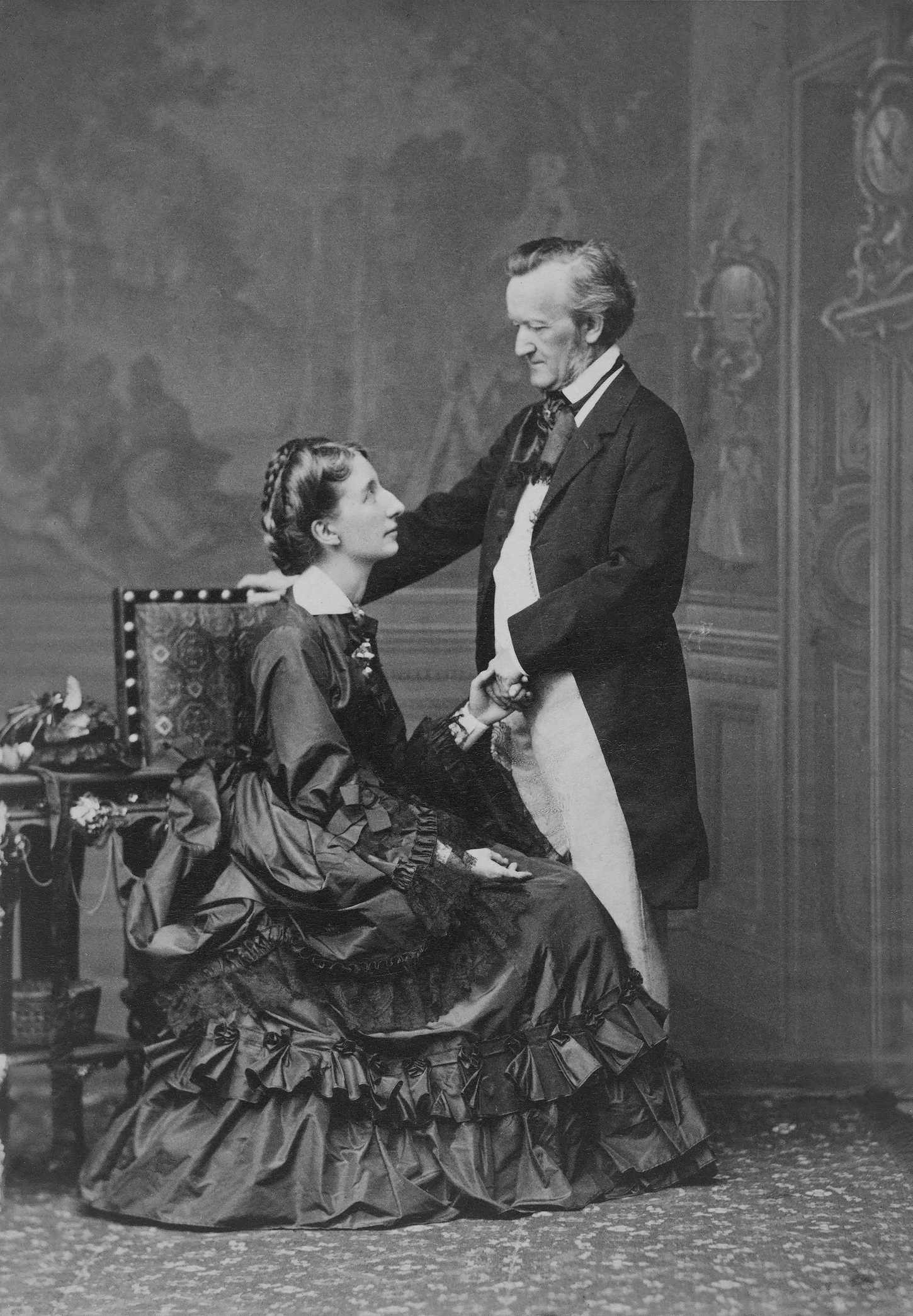
Cosima und Richard Wagner

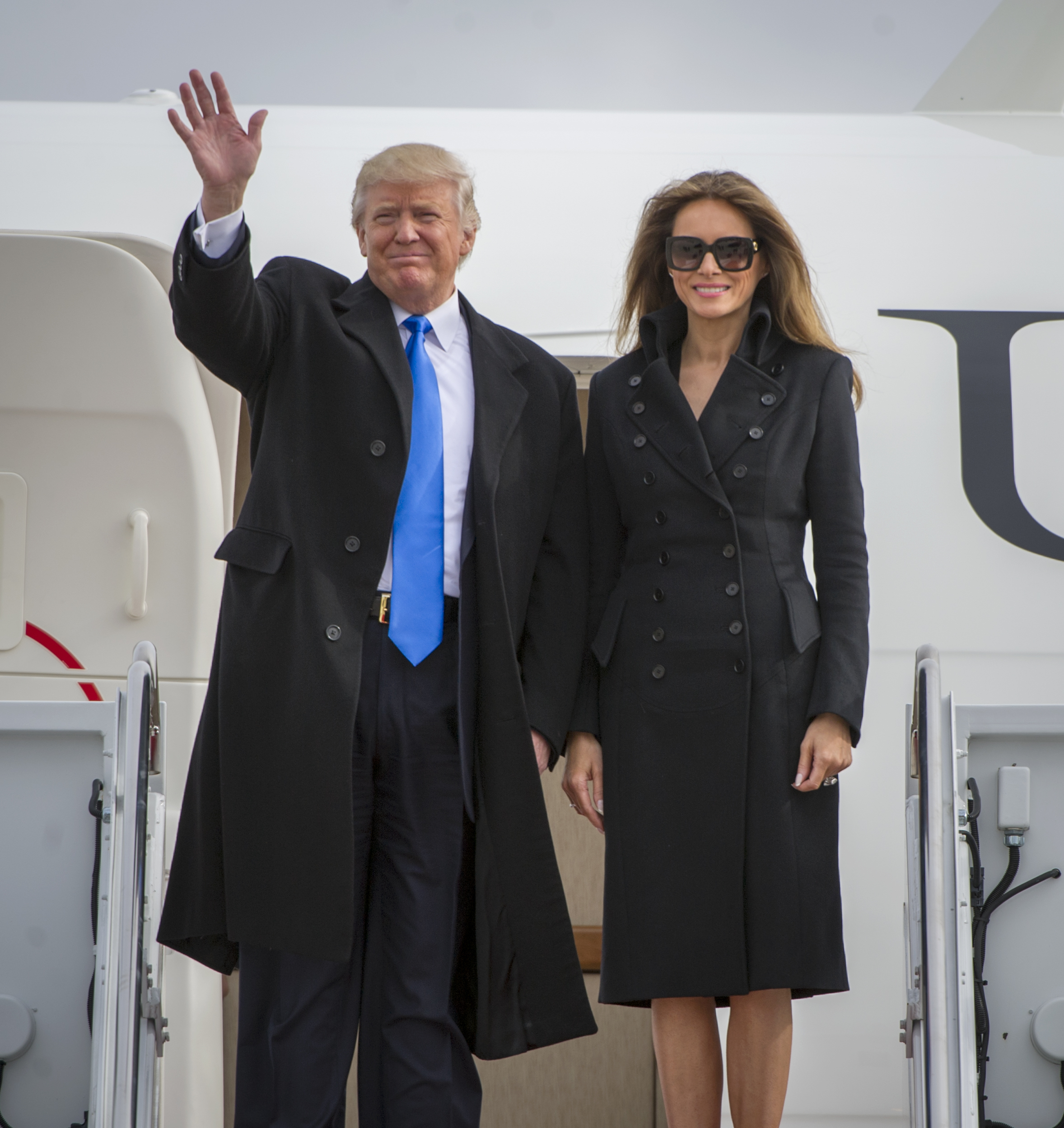
Donald und Melania Trump

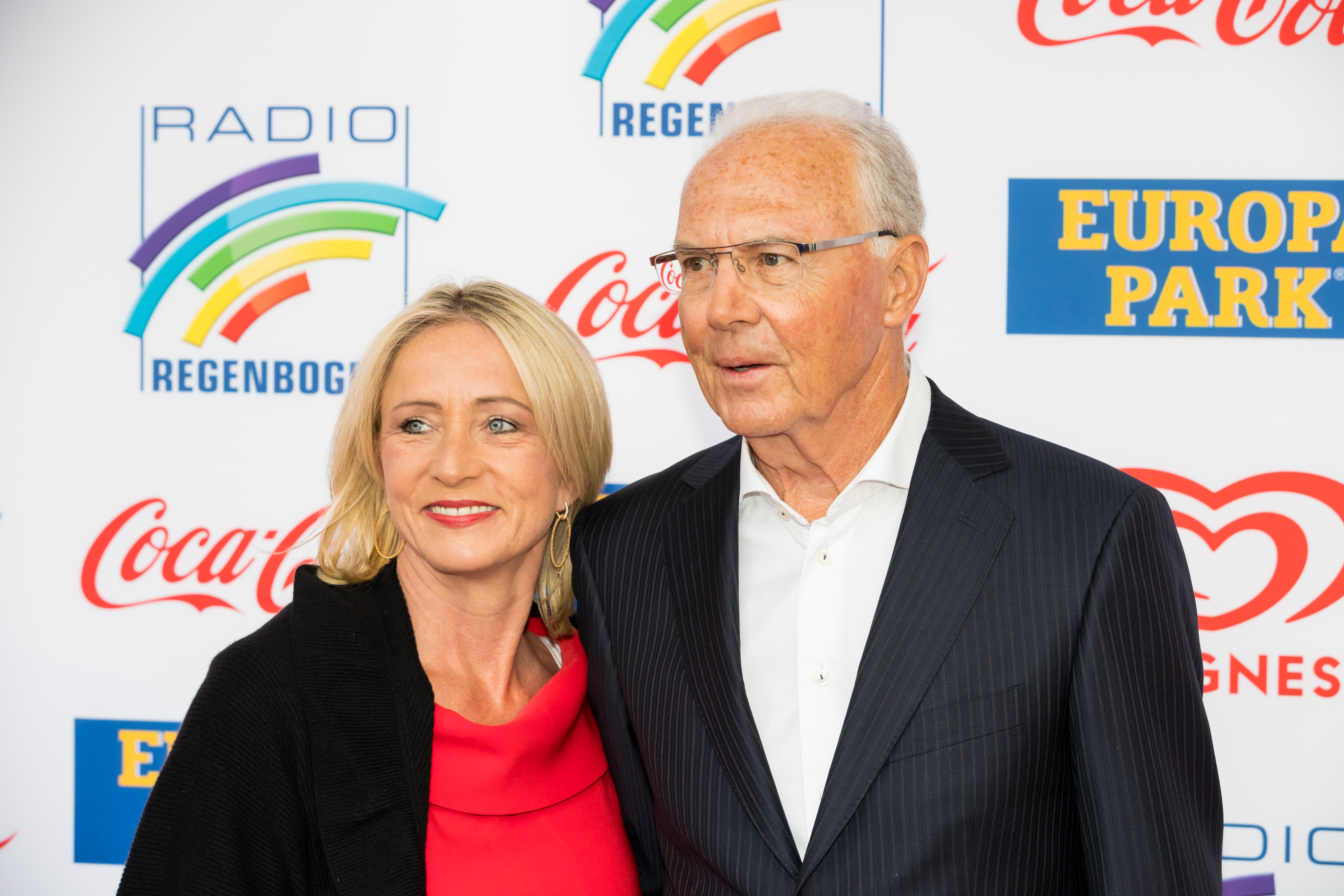
Heidrun Burmester und Franz Beckenbauer

| Alters- unterschied in Jahren | Mann                               | Frau                                | Beziehungsdauer                                 |
| ----------------------------- | ---------------------------------- | ----------------------------------- | ----------------------------------------------- |
| 62                            | J. Howard Marshall                 | Anna Nicole Smith                   | 1994–1995 (Tod Marshalls)                       |
| 60                            | Hugh Hefner                        | Crystal Hefner                      | 2012–2017 (Tod Hugh Hefners)                    |
| 57                            | Richard Lugner                     | Cathy Lugner                        | 2014–2016                                       |
| 53                            | Al Pacino                          | Noor Alfallah                       | 2022–2023                                       |
| 51                            | Gaston Glock                       | Kathrin Glock                       | 2011–2023 (Tod Gaston Glocks)                   |
| 50                            | Danny                              | Erika Vikman                        | 2016–2020                                       |
| 49                            | Richard Lugner                     | Simone Reiländer                    | 2021–2024 (Heirat 2024; Tod Lugners 2024)       |
| 48                            | Silvio Berlusconi                  | Francesca Pascale                   | 2010–2020                                       |
| 47                            | Bernie Ecclestone                  | Fabiana Flosi                       | 2012–heute                                      |
| 47                            | Maximilian Schell                  | Iva Mihanovic                       | 2008–2014 (Tod Schells)                         |
| 46                            | Jimmy Page                         | Scarlett Sabet                      | 2015–heute                                      |
| 46                            | Cary Grant                         | Barbara Harris                      | 1981–1986 (Heirat bis Tod Grants)               |
| 45                            | Dick Van Dyke                      | Arlene Silver                       | 2012–heute                                      |
| 45                            | Johannes Heesters                  | Simone Rethel                       | 1992–2011 (Tod Heesters)                        |
| 45                            | Franz Gsell                        | Tatjana Gsell                       | 1991–2003 (Tod Franz Gsells)                    |
| 44                            | Victor Klemperer                   | Hadwig Klemperer                    | 1952–1960 (Tod Victor Klemperers)               |
| 44                            | Cornelius Vanderbilt               | Frank Armstrong Crawford Vanderbilt | 1869–1877 (Tod Cornelius Vanderbilts)           |
| 44                            | Jack White                         | Raffaela Slyusareva                 | 2015–heute                                      |
| 43                            | Mick Jagger                        | Melanie Hamrick                     | 2014–heute                                      |
| 42                            | Nikolai Frederik Severin Grundtvig | Asta Reedtz                         | 1858–1872 (Tod Grundtvigs)                      |
| 42                            | Michel Temer                       | Marcela Temer                       | 2003–heute                                      |
| 41                            | Terry Jones                        | Anna Söderström                     | 2004–2020 (Tod von Terry Jones)                 |
| 41                            | Klaus Kinski                       | Debora Caprioglio                   | 1987–1989                                       |
| 41                            | Robert Mugabe                      | Grace Mugabe                        | 1996–2019 (Heirat bis Tod von Robert Mugabe)    |
| 41                            | George Soros                       | Tamiko Bolton                       | 2013–heute                                      |
| 41                            | Thomas Spitzer                     | Nora Tietz                          | 2018–heute                                      |
| 41                            | Wilhelm III. (Niederlande)         | Emma zu Waldeck und Pyrmont         | 1879–1890 (Tod Wilhelm III.)                    |
| 40                            | Franz Müntefering                  | Michelle Müntefering                | 2009–heute                                      |
| 40                            | Pablo Picasso                      | Françoise Gilot                     | 1943–1953                                       |
| 40                            | Charles Bronson                    | Kim Weeks                           | 1998–2003 (Heirat bis Tod Bronsons)             |
| 39                            | P. T. Barnum                       | Nancy Fish                          | 1874–1891 (Tod Barnums)                         |
| 39                            | Frank Otto                         | Nathalie Volk                       | 2015–2020; 2022–heute                           |
| 39                            | Oleg Walerjewitsch Sokolow         | Anastassija Jeschtschenko           | 2016–2019 (Tod Jeschtschenkos)                  |
| 39                            | Claus Wilcke                       | Daniela Wilcke                      | 2018–heute                                      |
| 38                            | Yves Montand                       | Carole Amiel                        | 1988–1991 (Tod Montands)                        |
| 38                            | Peter Maffay                       | Hendrikje Balsmeyer                 | 2015–heute                                      |
| 38                            | Bertrand Russell                   | Patricia Helen Spence               | 1936–1949                                       |
| 38                            | Patrick Stewart                    | Sunny Ozell                         | 2008–heute                                      |
| 37                            | Paul Biya                          | Chantal Biya                        | 1994–heute (Heirat 1994)                        |
| 37                            | T. S. Eliot                        | Valerie Eliot                       | 1957–1965 (Tod T. S. Eliots)                    |
| 37                            | Karel Gott                         | Ivana Gottová                       | 2008–2019 (Tod Karel Gotts)                     |
| 37                            | H. P. Baxxter                      | Sara Bakhsh                         | 2023–heute (Heirat 2024)                        |
| 37                            | Rupert Murdoch                     | Wendi Deng                          | 1999–2013                                       |
| 37                            | Ralph Siegel                       | Laura Käfer                         | 2018–heute                                      |
| 36                            | Peter Paul Rubens                  | Hélène Fourment                     | 1630–1640 (Tod von Peter Paul Rubens)           |
| 36                            | Bert Wollersheim                   | Sophia Wollersheim                  | 2010–2016                                       |
| 36                            | Charlie Chaplin                    | Oona O’Neill                        | 1943–1977 (Tod Chaplins)                        |
| 36                            | James Brown                        | Tomi Rae Hynie                      | 2001–2006 (Tod von James Brown)                 |
| 36                            | Claus Theo Gärtner                 | Sarah Gärtner                       | 2003–heute                                      |
| 36                            | Gerhard Richter                    | Sabine Moritz                       | 1995–heute                                      |
| 35                            | Woody Allen                        | Soon-Yi Previn                      | 1992–heute                                      |
| 35                            | Bert Wollersheim                   | Yvonne Schaufler                    | 2017–2025                                       |
| 35                            | Clint Eastwood                     | Dina Eastwood                       | 1996–2014                                       |
| 35                            | Reinhold Messner                   | Diane Schumacher                    | 2019–heute (Heirat 2021)                        |
| 35                            | Chris von Rohr                     | Patricia Lindner                    | 2020–heute                                      |
| 34                            | Noam Chomsky                       | Valeria Wasserman                   | 2014–heute                                      |
| 34                            | David Foster                       | Katharine McPhee                    | 2018–heute                                      |
| 34                            | Mel Gibson                         | Rosalind Ross                       | 2014–heute                                      |
| 34                            | Helmut Kohl                        | Maike Kohl-Richter                  | 2005–2017 (Tod Helmut Kohls)                    |
| 34                            | Luciano Pavarotti                  | Nicoletta Mantovani                 | 2003–2007 (Heirat bis Tod Pavarottis)           |
| 34                            | August Oetker                      | Nina Maria Oetker                   | 2008–heute                                      |
| 34                            | John Wayne                         | Pat Stacy                           | 1973–1979 (Tod Waynes)                          |
| 33                            | Jassir Arafat                      | Suha at-Tawil                       | 1990–2004 (Tod Arafats)                         |
| 33                            | Richard Gere                       | Alejandra Silva                     | 2015–heute                                      |
| 33                            | Heinz Hoenig                       | Annika Kärsten                      | 2019–heute                                      |
| 33                            | Mickey Rourke                      | Anastassija Makarenko               | 2009–heute                                      |
| 32                            | Billy Joel                         | Alexis Roderick                     | 2009–heute (Heirat 2015)                        |
| 32                            | Josip Broz Tito                    | Jovanka Broz                        | 1952–1980 (Tod Titos)                           |
| 32                            | Willy Brandt                       | Brigitte Seebacher                  | 1983–1992 (Tod Brandts)                         |
| 32                            | Riccardo Fogli                     | Karin Trentini                      | 2010–heute                                      |
| 32                            | Cary Grant                         | Dyan Cannon                         | 1965–1968                                       |
| 32                            | Fritz Wepper                       | Susanne Kellermann                  | 2009–2012; 2019–2024 (Tod Weppers)              |
| 32                            | David Lynch                        | Emily Stofle                        | 2009–2023                                       |
| 32                            | Emil Steinberger                   | Niccel Steinberger                  | 1999–heute                                      |
| 31                            | Salman Rushdie                     | Rachel Eliza Griffiths              | 2017–heute (Heirat 2021)                        |
| 31                            | Rolf Eden                          | Ursula Buchfellner                  | 1979–1986                                       |
| 31                            | Johannes B. Kerner                 | Alina Sophia Schiess                | 2024–heute                                      |
| 31                            | Anthony Kiedis                     | Helena Vestergaard                  | 2013–2015                                       |
| 31                            | Jean Pütz                          | Pina Coluccia                       | 1998–heute                                      |
| 30                            | Dieter Bohlen                      | Carina Bohlen                       | 2006–heute                                      |
| 30                            | Flavio Briatore                    | Elisabetta Gregoraci                | 2008–2017                                       |
| 30                            | Vincent Cassel                     | Tina Kunakey                        | 2018–2023                                       |
| 30                            | Eric Clapton                       | Melia McEnery                       | 1998–heute                                      |
| 30                            | Jeff Goldblum                      | Emilie Livingston                   | 2014–heute                                      |
| 30                            | Dieter Hallervorden                | Christiane Zander                   | 2015–heute (Heirat 2022)                        |
| 30                            | Ben Kingsley                       | Daniela Lavender                    | 2007–heute                                      |
| 30                            | James Last                         | Christine Grundner                  | 1999–2015 (Tod Lasts)                           |
| 30                            | Niki Lauda                         | Birgit Lauda                        | 2008–2019 (Tod Niki Laudas)                     |
| 30                            | Heinrich Schliemann                | Sophie Engastroménou                | 1869–1890 (Tod Heinrich Schliemanns)            |
| 30                            | Ron Wood                           | Sally Humphreys                     | 2012–heute                                      |
| 29                            | Max Bayrhammer                     | Elly Bayrhammer                     | ?                                               |
| 29                            | Werner Böhm                        | Susanne Böhm                        | 1995–2019                                       |
| 29                            | Gene Hackman                       | Betsy Arakawa                       | 1984–2025 (Tod des Paares) (Heirat 1991)        |
| 29                            | Rainer Eberle                      | Anna Lührmann                       | 2008 (oder früher) – heute                      |
| 29                            | Robert Koch                        | Hedwig Freiberg                     | 1893–1910 (Tod Kochs)                           |
| 29                            | Frank Sinatra                      | Mia Farrow                          | 1966–1968                                       |
| 28                            | Jürgen Drews                       | Ramona Drews                        | 1994–heute                                      |
| 28                            | Henri Nannen                       | Eske Nagel                          | 1990–1996 (Tod Nannens)                         |
| 28                            | Sky du Mont                        | Mirja du Mont                       | 2000–2016                                       |
| 28                            | Arnold Schwarzenegger              | Heather Milligan                    | 2015–heute                                      |
| 28                            | Michael Wendler                    | Laura Müller                        | 2018–heute                                      |
| 28                            | Wilhelm II. (Deutsches Reich)      | Hermine von Schönaich-Carolath      | 1922–1941 (Tod Wilhelms)                        |
| 28                            | Ulrich Wickert                     | Julia Jäkel                         | 2003–heute (Heirat 2003)                        |
| 27                            | HA Schult                          | Anna Zlotovskaya                    | 2010 (Heirat)–heute                             |
| 27                            | Jair Bolsonaro                     | Michelle Bolsonaro                  | 2007–heute                                      |
| 27                            | Charles Dickens                    | Ellen Ternan                        | 1857–1870 (Tod von Charles Dickens)             |
| 27                            | Joschka Fischer                    | Minu Barati                         | 2005–heute                                      |
| 27                            | Nelson Mandela                     | Graça Machel                        | 1998–2013 (Tod Mandelas)                        |

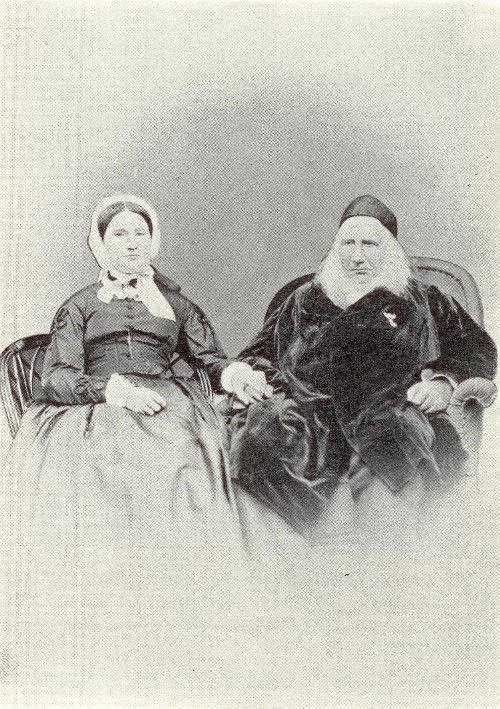
Asta Reedtz und Nikolai Frederik Severin Grundtvig

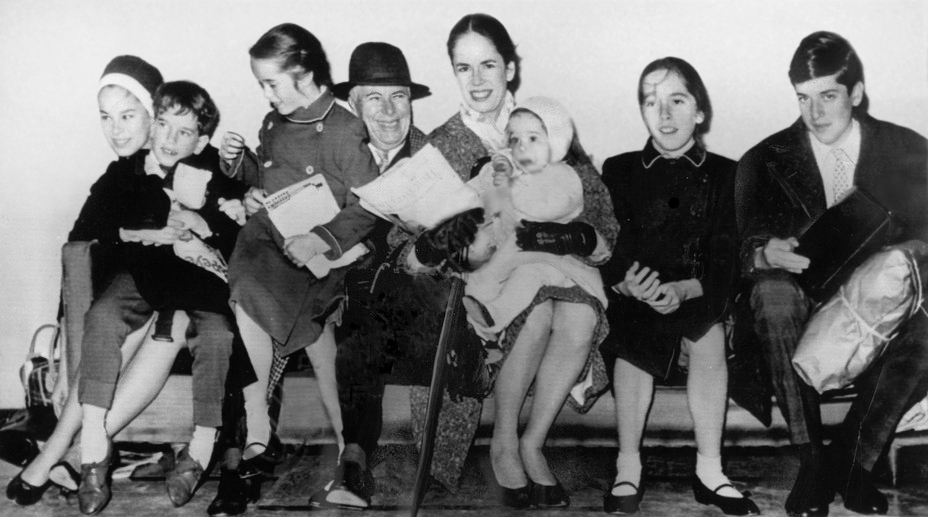
Charlie Chaplin und Oona O’Neill, zusammen mit sechs ihrer acht gemeinsamen Kinder

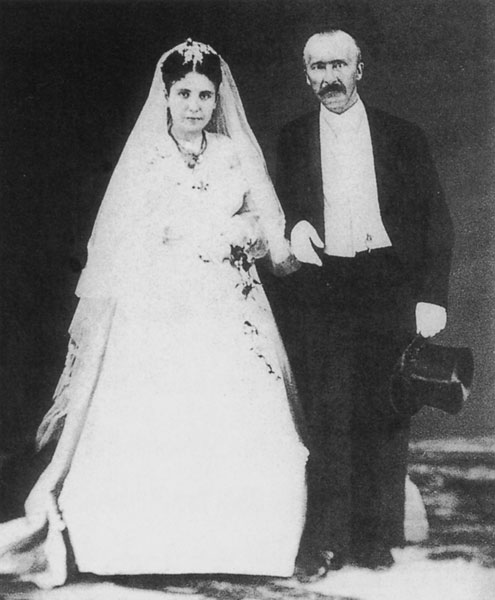
Sophia und Heinrich Schliemann

| 27                            | Franz Conrad von Hötzendorf        | Gina Conrad von Hötzendorf          | 1915–1925 (Tod von Franz Conrad von Hötzendorf) |
| 27                            | Freddy Quinn                       | Rosi                                | 2013–heute (Heirat 2023)                        |
| 27                            | Björn Ulvaeus                      | Christina Sas                       | 2022–heute (Heirat 2024)                        |
| 27                            | Lothar Matthäus                    | Anastasia Klimko                    | 2014–2021                                       |
| 27                            | Rowan Atkinson                     | Louise Ford                         | 2014–heute                                      |
| 26                            | René Angélil                       | Céline Dion                         | 1994–2016 (Tod Angélils)                        |
| 26                            | Hubert Burda                       | Maria Furtwängler                   | 1991–2022                                       |
| 26                            | Rupert Murdoch                     | Elena Zhukova                       | 2024–heute                                      |
| 26                            | Dane Cook                          | Kelsi Taylor                        | 2017–heute                                      |
| 26                            | David Hasselhoff                   | Hayley Roberts                      | 2012–heute                                      |
| 26                            | Jan Hofer                          | Phong Lan Hofer                     | 2014–heute                                      |
| 26                            | Till Lindemann                     | Sophia Thomalla                     | 2011–2015                                       |
| 26                            | Steve Martin                       | Anne Stringfield                    | 2004–heute                                      |
| 26                            | François Mitterrand                | Anne Pingeot                        | 1962–1996 (Tod Mitterrands)                     |
| 26                            | Gerhard Schröder                   | Schröder-Kim So-yeon                | 2017–heute                                      |
| 26                            | Rod Stewart                        | Penny Lancaster                     | 1999–heute                                      |
| 25                            | Alec Baldwin                       | Hilaria Baldwin                     | 2011–heute                                      |
| 25                            | Ray Kroc                           | Joan Kroc                           | 1969–1984 (Tod Ray Krocs)                       |
| 25                            | Johannes Rau                       | Christina Rau                       | 1982–2006 (Tod von Johannes Rau)                |
| 25                            | Michael Douglas                    | Catherine Zeta-Jones                | 1999–heute                                      |
| 25                            | Erwin Franz Müller                 | Anita Müller                        | 2006–heute                                      |
| 25                            | Kelsey Grammer                     | Kayte Walsh                         | 2010–heute                                      |
| 25                            | Larry King                         | Shawn Southwick                     | 1997–2019                                       |
| 25                            | Oskar Lafontaine                   | Sahra Wagenknecht                   | 2011–heute (Heirat 2014)                        |
| 25                            | Rupert Murdoch                     | Jerry Hall                          | 2016–2022                                       |
| 25                            | Orson Welles                       | Oja Kodar                           | 1966–1985 (Tod von Orson Welles)                |
| 25                            | Stevie Wonder                      | Tomeeka Bracy                       | 2017–heute                                      |
| 24                            | Gert Bastian                       | Petra Kelly                         | 1980–1992 (Tod von Bastian und Kelly)           |
| 24                            | Humphrey Bogart                    | Lauren Bacall                       | 1945–1957 (Tod Bogarts)                         |
| 24                            | Alois Hitler                       | Franziska Matzelsberger             | 1882–1884                                       |
| 24                            | Wolfgang Grupp                     | Elisabeth Grupp                     | 1988–heute                                      |
| 24                            | Boris Johnson                      | Carrie Symonds                      | 2019–heute                                      |
| 24                            | Paul Simon                         | Edie Brickell                       | 1992–heute                                      |
| 24                            | Otto Waalkes                       | Eva Hassmann                        | 2000–2012                                       |
| 24                            | Richard Wagner                     | Cosima Wagner                       | 1864–1883 (Tod Richard Wagners)                 |
| 23                            | Alois Hitler                       | Klara Hitler                        | 1885–1903 (Tod Alois Hitlers)                   |
| 23                            | Jamal Khashoggi                    | Hatice Cengiz                       | 2018–2018 (Tod Khashoggis)                      |
| 23                            | Pepe Lienhard                      | Christine Köhli                     | 2005–heute (Heirat 2012)                        |
| 23                            | Aristoteles Onassis                | Jacqueline Kennedy Onassis          | 1968–1975 (Tod von Aristoteles Onassis)         |
| 23                            | Bob Saget                          | Kelly Rizzo                         | 2018–2022 (Tod Sagets)                          |
| 23                            | Charlie Sheen                      | Brett Rossi                         | 2014–2014                                       |
| 23                            | Werner von Siemens                 | Antonie Siemens                     | 1869–1892 (Tod von Werner von Siemens)          |
| 23                            | Donald Trump                       | Melania Trump                       | 2005–heute                                      |
| 23                            | Bruce Willis                       | Emma Heming-Willis                  | 2009–heute                                      |
| 22                            | Napoleon Bonaparte                 | Marie-Louise von Österreich         | 1810–1821 (Tod Bonapartes)                      |
| 22                            | Boris Becker                       | Lilian de Carvalho Monteiro         | 2020–heute                                      |
| 22                            | Reiner Calmund                     | Sylvia Calmund                      | 2003–heute                                      |
| 22                            | Johnny Depp                        | Amber Heard                         | 2012–2017                                       |
| 22                            | Frank Elstner                      | Britta Gessler                      | 1984–heute                                      |
| 22                            | Alan Ferguson                      | Solange Knowles                     | 2008–heute                                      |
| 22                            | Harrison Ford                      | Calista Flockhart                   | 2002–heute                                      |
| 22                            | Adolf Hitler                       | Eva Braun                           | 1932–1945 (Tod Hitlers)                         |
| 22                            | Sylvester Stallone                 | Jennifer Flavin                     | 1995–heute                                      |
| 22                            | John Stamos                        | Caitlin McHugh                      | 2016–heute                                      |
| 21                            | Warren Beatty                      | Annette Bening                      | 1992–heute                                      |
| 21                            | Franz Beckenbauer                  | Heidrun Burmester                   | 2006–2024 (Tod Beckenbauers)                    |
| 21                            | Andrew Carnegie                    | Louise Whitfield Carnegie           | 1887–1919 (Tod Andrew Carnegies)                |
| 21                            | Jakob Fugger                       | Sibylla Fugger                      | 1498–1525 (Tod Jakob Fuggers)                   |
| 21                            | Carlo Ponti                        | Sophia Loren                        | 1957–2007 (Tod Pontis)                          |
| 21                            | Elvis Presley                      | Ginger Alden                        | 1976–1977 (Tod Presleys)                        |
| 21                            | Robert Redford                     | Sibylle Szaggars                    | 1996–heute (Heirat 2009)                        |
| 21                            | Hans Stuck                         | Christa-Maria Stuck                 | 1948–1978 (Tod Hans Stucks)                     |
| 20                            | Rudi Assauer                       | Simone Thomalla                     | 2000–2009                                       |
| 20                            | Josh Brolin                        | Kathryn Brolin                      | 2015–heute                                      |
| 20                            | Frederick Douglass                 | Helen Pitts                         | 1884–1895 (Tod von Frederick Douglass)          |
| 20                            | Christian Habekost                 | Britta Habekost                     | 2007–heute                                      |
| 20                            | Hulk Hogan                         | Jennifer McDaniel                   | 2008–2025 (Tod von Hulk Hogan)                  |
| 20                            | Mao Zedong                         | Jiang Qing                          | 1939–1976 (Tod Mao Zedongs)                     |
| 20                            | Boris Pistorius                    | Julia Schwanholz                    | 2023–heute                                      |
| 20                            | Rembrandt van Rijn                 | Hendrickje Stoffels                 | 1649–1663 (Tod von Hendrickje Stoffels)         |
| 20                            | Diego Rivera                       | Frida Kahlo                         | 1929–1954 (Tod Frida Kahlos)                    |
| 20                            | Quentin Tarantino                  | Daniella Pick                       | 2009–heute                                      |

## Ältere Frau – jüngerer Mann

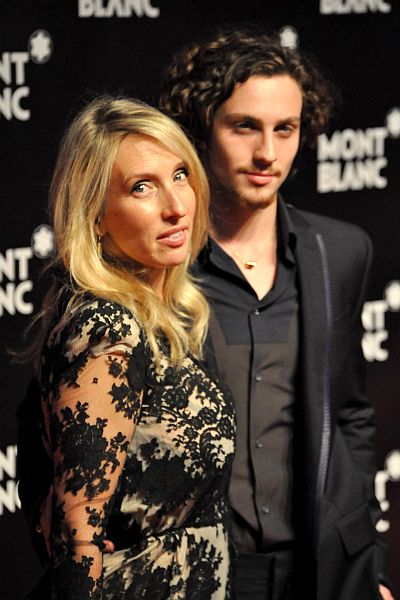
Sam Taylor-Johnson und Aaron Johnson

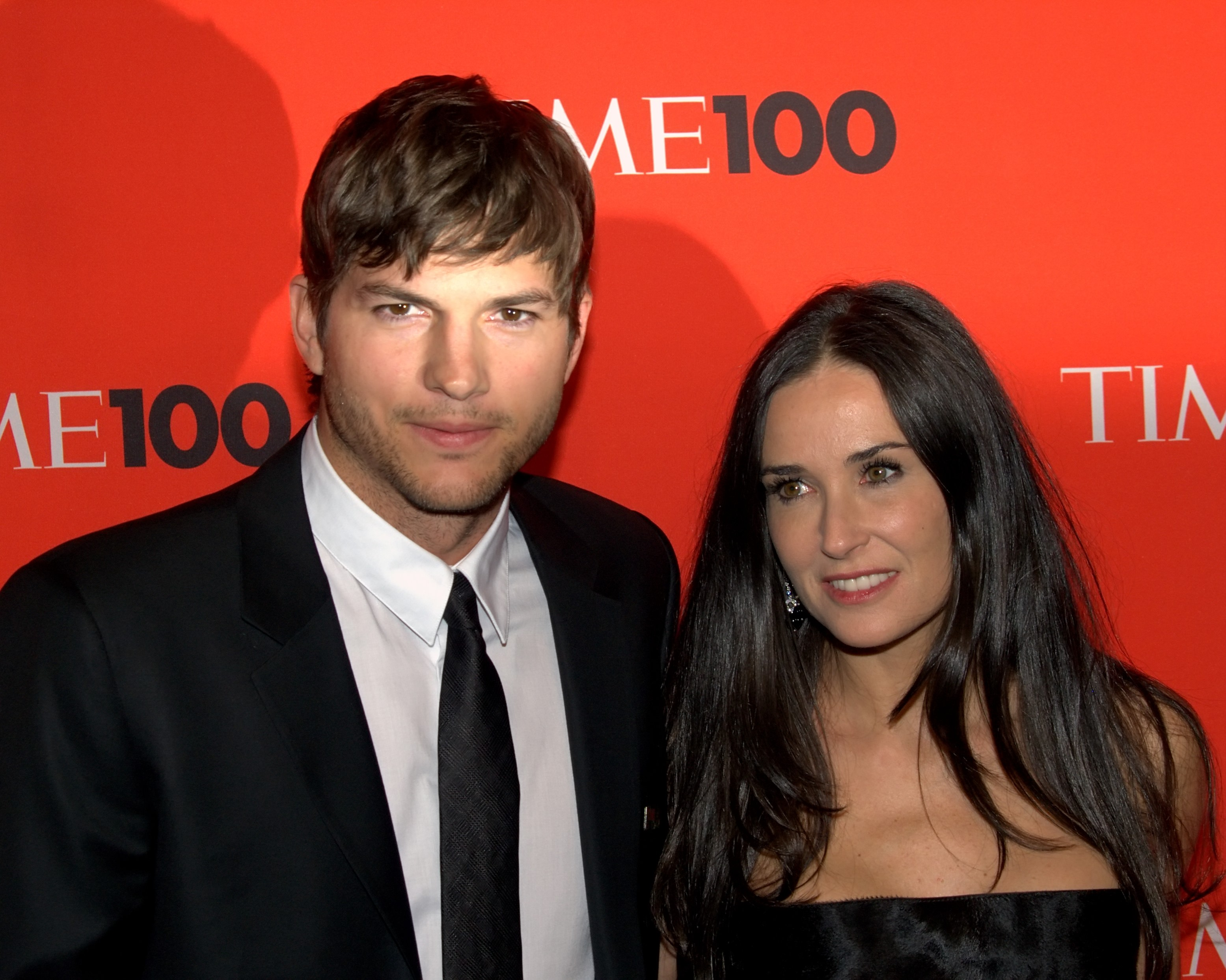
Ashton Kutcher und Demi Moore

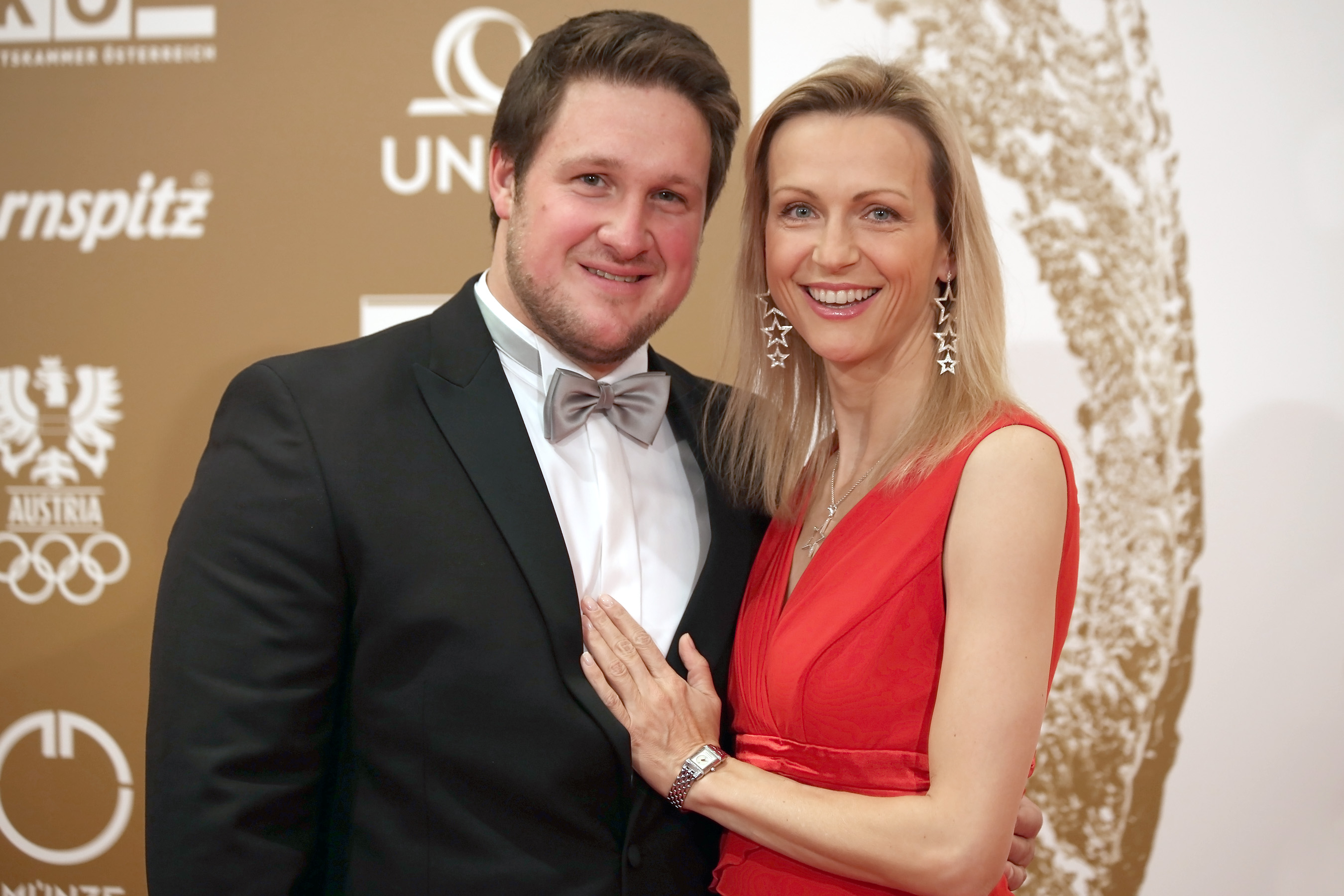
Matthias und Inge Steiner

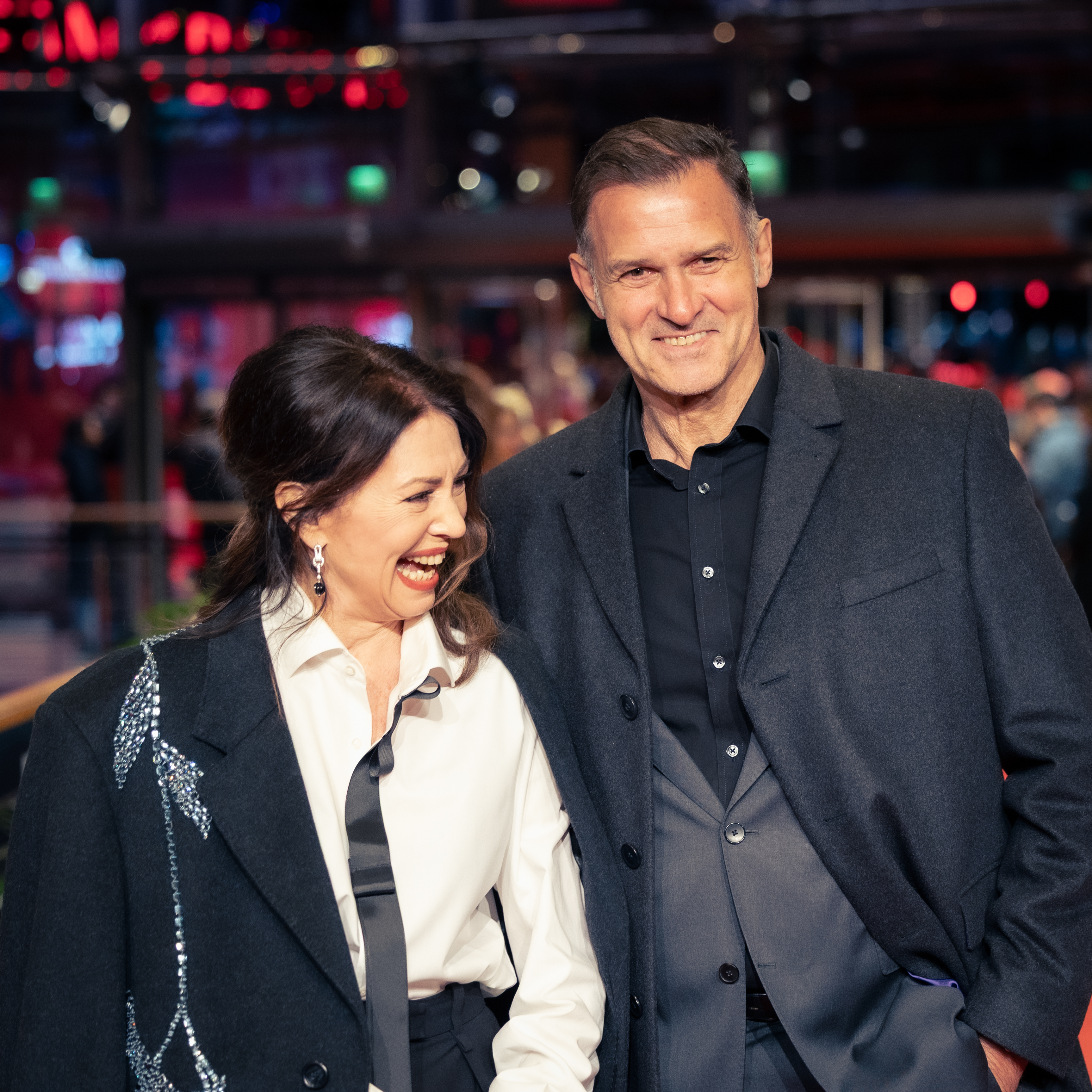
Iris Berben und Heiko Kiesow

| Alters- unterschied in Jahren | Frau                        | Mann                         | Beziehungsdauer                    |
| ----------------------------- | --------------------------- | ---------------------------- | ---------------------------------- |
| 40                            | Cher                        | Alexander Edwards            | 2022–heute                         |
| 37                            | Vera Dillier                | Josef                        | 2014–heute                         |
| 36                            | Claudia Obert               | Max Suhr                     | 2022–heute                         |
| 35                            | Madonna                     | Ahlamalik Williams           | 2019–2022                          |
| 32                            | Joan Collins                | Percy Gibson                 | 2002–heute                         |
| 30                            | Zsa Zsa Gabor               | Frédéric von Anhalt          | 1986–2016 (Tod Gabors)             |
| 28                            | Elke Heidenreich            | Marc-Aurel Floros            | 2005–heute                         |
| 28                            | Madonna                     | Jesus Luz                    | 2009–2010                          |
| 27                            | Alla Borissowna Pugatschowa | Maxim Alexandrowitsch Galkin | 2011–heute                         |
| 24                            | Cayetana Fitz-James Stuart  | Alfonso Díez Carabantes      | 2011–2014 (Tod Fitz-James Stuarts) |
| 24                            | Brigitte Macron             | Emmanuel Macron              | 1994–heute                         |
| 24                            | Vivienne Westwood           | Andreas Kronthaler           | 1992–2022 (Tod Westwoods)          |
| 24                            | Michelle                    | Eric Philippi                | 2023–heute                         |
| 23                            | Sam Taylor-Johnson          | Aaron Taylor-Johnson         | 2009–heute                         |
| 23                            | Ivana Trump                 | Rossano Rubicondi            | 2002–2008                          |
| 22                            | Nina Hagen                  | Lucas Alexander Breinholm    | 2004–2005                          |
| 21                            | Nina Hagen                  | River                        | 2005–2010                          |
| 20                            | Brigitte Mira               | Frank Guarente               | 1974–1985 (Tod Guarentes)          |
| 20                            | Lisa Fitz                   | Peter Knirsch                | 2002–heute                         |
| 19                            | Elizabeth Taylor            | Larry Fortensky              | 1991–1995                          |
| 19                            | Simone Thomalla             | Silvio Heinevetter           | 2009–2021                          |
| 18                            | Pamela Anderson             | Adil Rami                    | 2016–2019                          |
| 18                            | Tilda Swinton               | Sandro Kopp                  | 2004–heute                         |
| 17                            | Jacqueline Bisset           | Emin Boztepe                 | 1994–2005                          |
| 17                            | Anna Gordy Gaye             | Marvin Gaye                  | 1963–1973                          |
| 17                            | Jennifer Lopez              | Caspar Smart                 | 2011–2016                          |
| 17                            | Katrin Schaake              | Marius Müller-Westernhagen   | 1974–1986                          |
| 16                            | Jill Gascoine               | Alfred Molina                | 1986–2020 (Tod Gascoines)          |
| 16                            | Ina Müller                  | Johannes Oerding             | 2011–2023                          |
| 16                            | Caroline Beil               | Philipp Sattler              | 2014–heute                         |
| 16                            | Heidi Klum                  | Tom Kaulitz                  | 2018–heute                         |
| 16                            | Tina Turner                 | Erwin Bach                   | 1986–2023 (Tod Turners)            |
| 15                            | Caroline Beil               | Pete Dwojak                  | 2006–2010                          |
| 15                            | Nora Forster                | John Lydon                   | 1977–2023 (Tod Forsters)           |
| 15                            | Nina Hagen                  | David Lynn                   | 1996–2000                          |
| 15                            | Demi Moore                  | Ashton Kutcher               | 2003–2013                          |
| 15                            | Brigitte Nielsen            | Mattia Dessi                 | 2006–heute                         |
| 14                            | Anna Glasl-Hörer            | Alois Hitler                 | 1864–1880                          |
| 13                            | Lilli Blessmann             | Freddy Quinn                 | 1956–2008 (Tod Blessmanns)         |
| 13                            | Heidi Klum                  | Vito Schnabel                | 2014–2017                          |
| 12                            | Mariah Carey                | Nick Cannon                  | 2008–2016                          |
| 12                            | Deborra-Lee Furness         | Hugh Jackman                 | 1996–2023                          |
| 12                            | Nena                        | Phillipp Palm                | 1993–heute                         |
| 12                            | Susan Sarandon              | Tim Robbins                  | 1988–2009                          |
| 12                            | Inge Steiner                | Matthias Steiner             | 2008–heute                         |
| 12                            | Britney Spears              | Sam Asghari                  | 2016–2023                          |
| 11                            | Lisa Bonet                  | Jason Momoa                  | 2005–2022                          |
| 11                            | Sarah Roberts               | Jake Dixon                   | 2017–heute                         |
| 11                            | Romy Schneider              | Daniel Biasini               | 1975–1981                          |
| 10                            | Iris Berben                 | Heiko Kiesow                 | 2007–heute                         |
| 10                            | Priyanka Chopra             | Nick Jonas                   | 2018–heute                         |
| 10                            | Madonna                     | Guy Ritchie                  | 2000–2008                          |
| 10                            | Romy Schneider              | Laurent Pétin                | 1981–1982 (Tod Schneiders)         |
| 10                            | Birgit Schrowange           | Markus Lanz                  | 1998–2006                          |
| 10                            | Shakira                     | Gerard Piqué                 | 2011–2022                          |
| 10                            | Monika Peitsch              | Sven Hansen-Höchstädt        | 1980–heute (Heirat 2017)           |

## Homosexuelle Partnerschaften

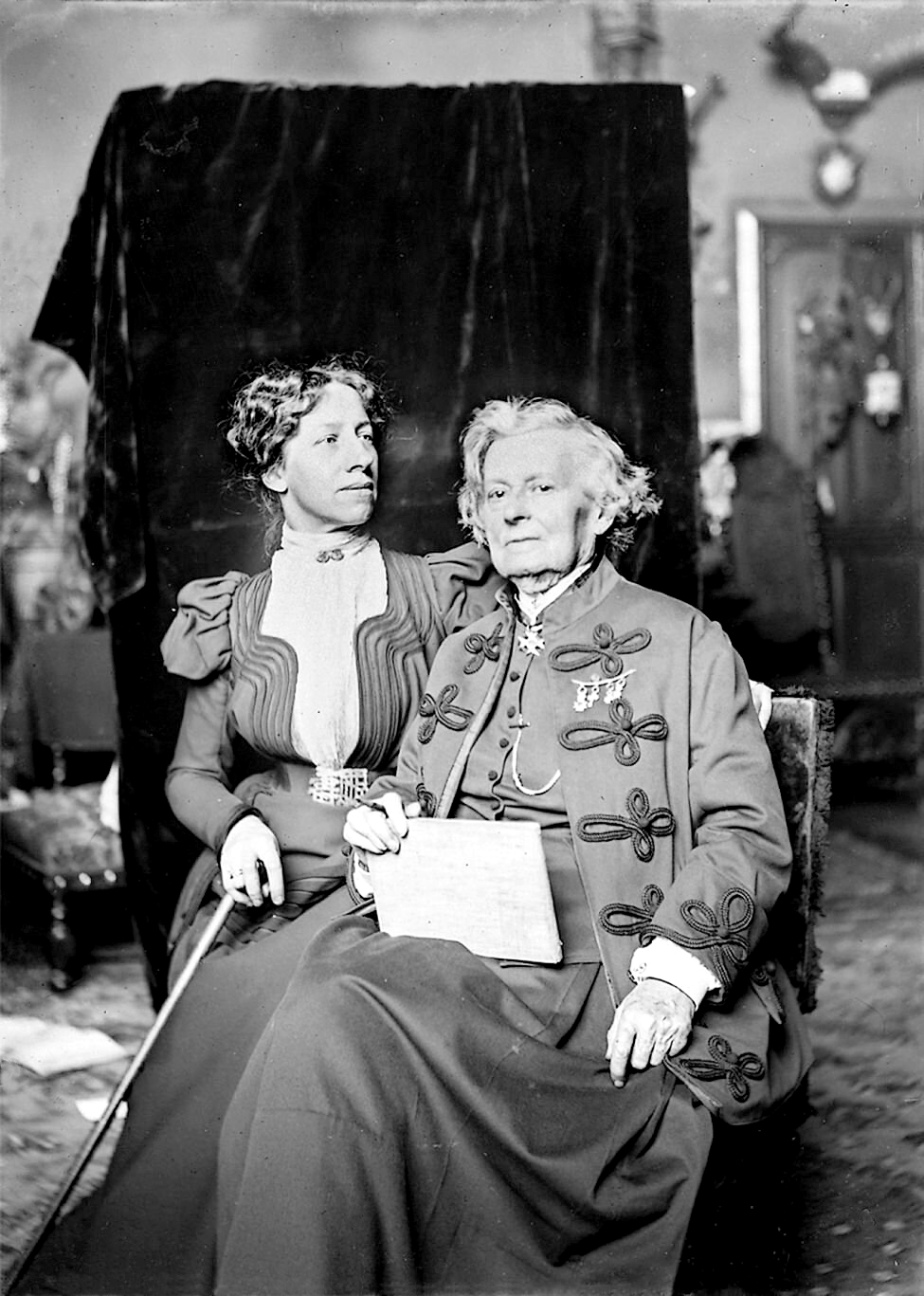
Anna Klumpke und Rosa Bonheur

| Alters- unterschied in Jahren | Älterer Partner     | Jüngerer Partner       | Beziehungsdauer                                  |
| ----------------------------- | ------------------- | ---------------------- | ------------------------------------------------ |
| 39                            | Liberace            | Scott Thorson          | 1976–1982                                        |
| 38                            | Magnus Hirschfeld   | Li Shiu Tong           | 1931–1935 (Tod Hirschfelds)                      |
| 37                            | Luchino Visconti    | Helmut Berger          | 1964–1976 (Tod Viscontis)                        |
| 36                            | Ole von Beust       | Lukas Förster          | 2010–heute                                       |
| 35                            | Helmut Berger       | Florian Wess           | 2014–2015                                        |
| 34                            | Rosa Bonheur        | Anna Elizabeth Klumpke | 1888–1889                                        |
| 33                            | Roland Emmerich     | Omar De Soto           | 2009–heute                                       |
| 32                            | Rosa von Praunheim  | Oliver Sechting        | 2008–heute                                       |
| 31                            | Holland Taylor      | Sarah Paulson          | 2015–heute                                       |
| 30                            | Stephen Fry         | Elliot Spencer         | 2015–heute                                       |
| 30                            | Magnus Hirschfeld   | Karl Giese             | 1920 (etwa)–1934 (Tod Hirschfelds)               |
| 27                            | Anselm Bilgri       | Markus Achter          | 2010–heute (Heirat 2021)                         |
| 26                            | Udo Walz            | Carsten Thamm-Walz     | 1994–2020 (Tod von Udo Walz)                     |
| 24                            | Newton Arvin        | Truman Capote          | 1946–1949                                        |
| 21                            | Sven Epiney         | Michael Graber         | 2011–heute                                       |
| 18                            | Alice Schwarzer     | Bettina Flitner        | 2018 (Heirat)–heute (Beziehungsbeginn unbekannt) |
| 16                            | Dieter Schroth      | Harald Glööckler       | 1987–2023                                        |
| 16                            | Susan Sontag        | Annie Leibovitz        | 1989–2004 (Tod Sontags)                          |
| 16                            | Oscar Wilde         | Alfred Douglas         | 1891–1895                                        |
| 15                            | Ellen DeGeneres     | Portia de Rossi        | 2004–heute                                       |
| 15                            | Elton John          | David Furnish          | 1993–heute                                       |
| 15                            | Martina Navratilova | Julia Lemigova         | 2009–heute (Heirat 2014)                         |